# كونستانس إل. رايس
كونستانس إل. رايس (بالإنجليزية: Constance L. Rice)‏ هي محامية وناشطة حقوق الإنسان أمريكية، ولدت في 5 أبريل 1956 في واشنطن العاصمة في الولايات المتحدة.